# Panaspis nimbaensis
Panaspis nimbaensis är en ödleart som beskrevs av  Angel 1944. Panaspis nimbaensis ingår i släktet Panaspis och familjen skinkar. Inga underarter finns listade i Catalogue of Life.